# Torre Barreda
La Torre Barreda és una masia fortificada agrícola i residencial fortificat, en un pla conreat en el terme municipal de Vilafranca, encara que separat del nucli poblacional, a la comarca de l'Alt Maestrat. La masia és en un paratge de suau pendent al sud-oest. La zona s'utilitza per al cultiu agrícola i per a l'explotació ramadera, dividida en parcel·les per murs de poca altura fets de maçoneria en sec.
L'edifici principal, que s'utilitzava com a residència de masovers, presenta planta rectangular i la torre se situa en un dels seus extrems, encara que en ampliar la masia es va construir un altre edifici que es va adossar a la torre en el seu costat nord. La torre és de planta quadrada i tres altures comptant la planta baixa. La coberta, igual que la casa dels masovers és d'un sol vessant i compta amb inclinació per evitar l'acumulació d'aigua durant les pluges, rematant-se, en tots dos edificis amb teules àrabs. A més hi ha altres edificis d'una sola planta que s'utilitzen per a les tasques típiques de la masia, corrals, estables i magatzems.
La torre és de fàbrica de maçoneria i petits carreus en el cos principal, té reforçades les cantonades amb carreus de major qualitat; presenta encara restes de finestres i portes amb llinda de carreus petits. La prolongació de les biguetes de la coberta donen lloc al ràfec.
Declarada de forma genèrica bé d'interès cultural, presentant anotació ministerial 28376 i presentant anotació ministerial del 28 de novembre de 2011.

## Història
Disperses pel terme municipal de Vilafranca existeixen una gran quantitat de masies fortificades. Es considera que una de les raons de la seva existència i nombre es deu al fet que la zona de Vilafranca no comptava amb un castell que permetés als agricultors disseminats per la zona, refugiar-se en cas de perill. Si tenim en compte que aquesta zona ha estat involucrada en tots els conflictes bèl·lics, des de la reconquesta a la guerra del 36 (Guerra de Successió, Guerra del Francès, Guerres Carlines, disputes amb la veïna Morella…), pot entendre's la necessitat de crear espais fortificats prop dels nuclis agrícoles on es concentrava cert nombre de població que vivia de les explotacions agràries de l'altiplà en el qual se situaven.
Originàriament es tracta d'una alquería musulmana que va ser evolucionant fins a transformar-se en masia, en la qual la torre queda incrustada, presentant solament una façana exempta.